# 静和村
静和村（しずわむら）は栃木県の南西部、下都賀郡に属していた村である。

## 地理
- 河川 - 江川

## 歴史
- 1889年（明治22年）4月1日 町村制施行により、静戸村、三和村、和泉村、五十畑村、曲ヶ島村が合併し下都賀郡静和村が成立する。
- 1956年（昭和31年）9月30日 岩舟村、小野寺村と合併し岩舟村となる。

## 交通

### 鉄道
- 東武鉄道
  - 日光線：静和駅